# Haims

Haims este o comună în departamentul Vienne, Franța. În 2009 avea o populație de 239 de locuitori.